# Riparo Dalmeri
Il Riparo Dalmeri è un sito archeologico dove sono stati rinvenuti reperti risalenti a 13.000 anni fa. Situato nella zona della Marcesina, nel Comune di Grigno (Trento), si trova ad un'altitudine di 1.240 metri sul livello del mare.
Il sito prende il nome dallo scopritore, Giampaolo Dalmeri, che nel 1990 ha individuato il riparo sotto roccia ed ha effettuato una prima indagine superficiale dalla quale sono emerse tracce della frequentazione dell'uomo nella zona in epoca paleolitica.
I ritrovamenti hanno quindi dato il via a indagini stratigrafiche più accurate. Il “sotto roccia” si estende per 30 metri ed ha un'altezza di 4 metri; gli scavi sono stati condotti su un'area di 200 metri quadrati e hanno portato alla luce resti faunistici, manufatti in pietra e il più cospicuo numero di pietre dipinte ritrovate nei siti preistorici europei. Le indagini stratigrafiche e la datazione fatta tramite il radiocarbonio hanno inoltre rilevato una sequenza di livelli antropici e due principali momenti insediativi: alla più antica frequentazione del sito, risalente ad un'epoca compresa fra 13.400 e 13.200 anni fa, appartengono le pietre dipinte in ocra rossa, mentre resti di focolari e tracce di una capanna testimoniano la presenza dell'uomo nella zona fra 13.200 e 13.000 anni fa; altri resti datati fra 13.000 e 12.000 anni fa si riferiscono a frequentazioni sporadiche, non costanti.
A seguito della tempesta Vaia del 2018 il sito è stato temporaneamente chiuso al pubblico.

## Frequentatori del riparo
Il riparo era abitato da cacciatori, i quali sfruttavano un territorio che comprendeva le praterie alpine dell'altopiano, le foreste di conifere, situate a quote leggermente inferiori, e l'antico fondovalle del fiume Brenta.
I cacciatori che frequentavano il riparo sotto roccia praticavano il nomadismo, trascorrevano il periodo estivo e autunnale sull'altipiano, mentre in inverno si spostavano a valle.
Durante le battute di caccia, svolte in gruppo ed effettuate in quota, venivano abbattuti cervi, caprioli, cinghiali, camosci, tassi, uccelli e raramente orsi.
Gli animali venivano scuoiati all'interno del sito montano: la pelle veniva lavorata e conciata, la carne affumicata ed essiccata per essere conservata e trasportata nei siti invernali del fondovalle.
Nel fiume Brenta si praticava la pesca, attività testimoniata dal ritrovamento nel sotto roccia di resti di barbo, cavedano, trota, luccio e temolo, pesci che venivano presumibilmente portati sull'altipiano per poi essere consumati.

## La struttura abitativa

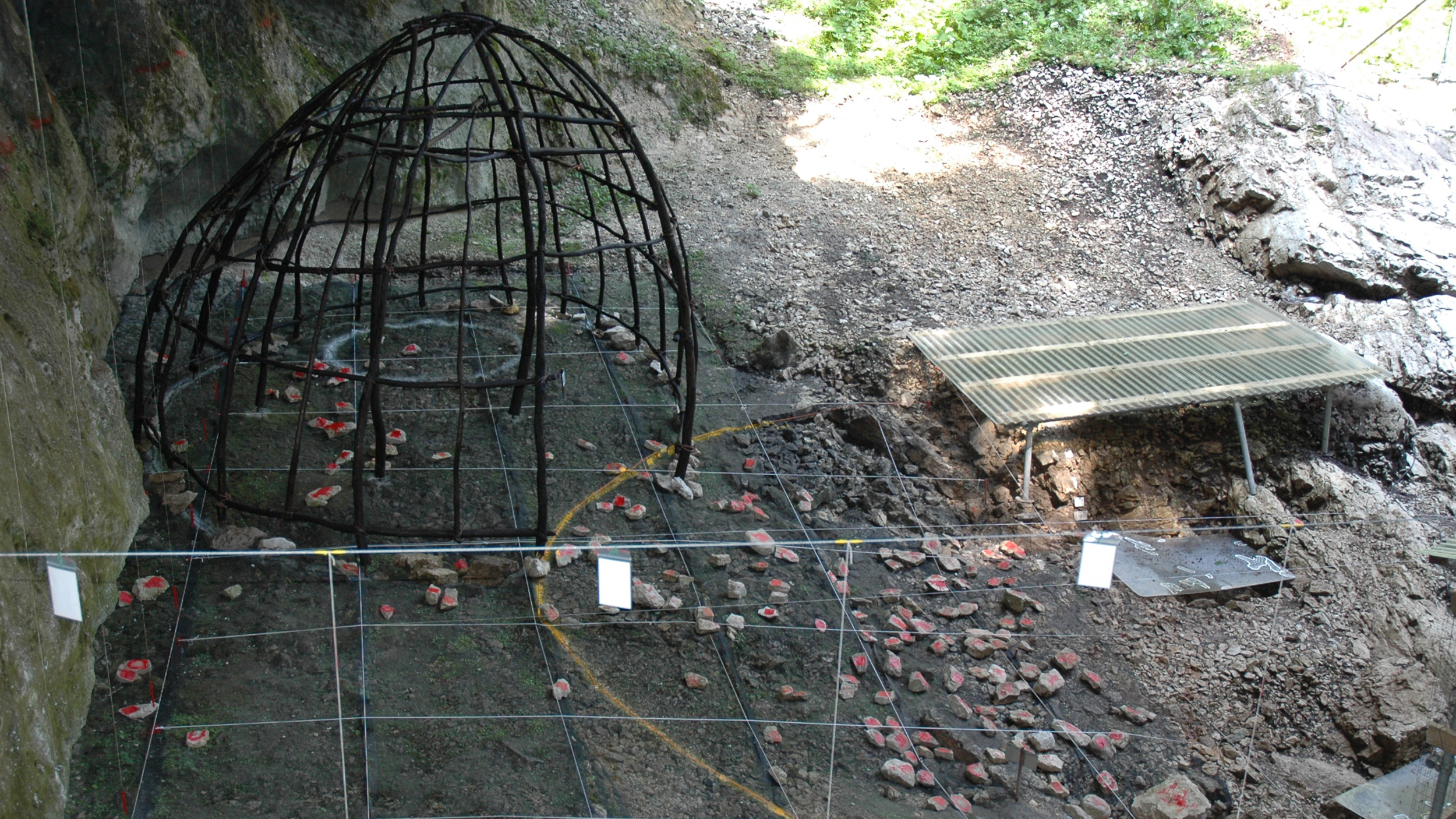

Gli scavi hanno messo in luce la presenza di una struttura abitativa. Si tratta di una capanna delimitata da un cordone di pietre del diametro di circa quattro metri. L'ingresso era rivolto verso est, zona nella quale sono state ritrovate molte pietre dipinte. Lungo il cordone è stato individuato un buco nel quale era stato probabilmente infisso un palo.
L'area interna conservava altre tre buche e alcune lievi depressioni delle quali la più evidente conteneva resti faunistici.
I prodotti derivanti dalla scheggiatura erano disposti lungo una fascia semicircolare, mentre la parte centrale conservava numerosi manufatti ed evidenti tracce di un focolare.
All'esterno della struttura, sono stati individuati quattro focolari costruiti con pietre calcaree.

## I ritrovamenti

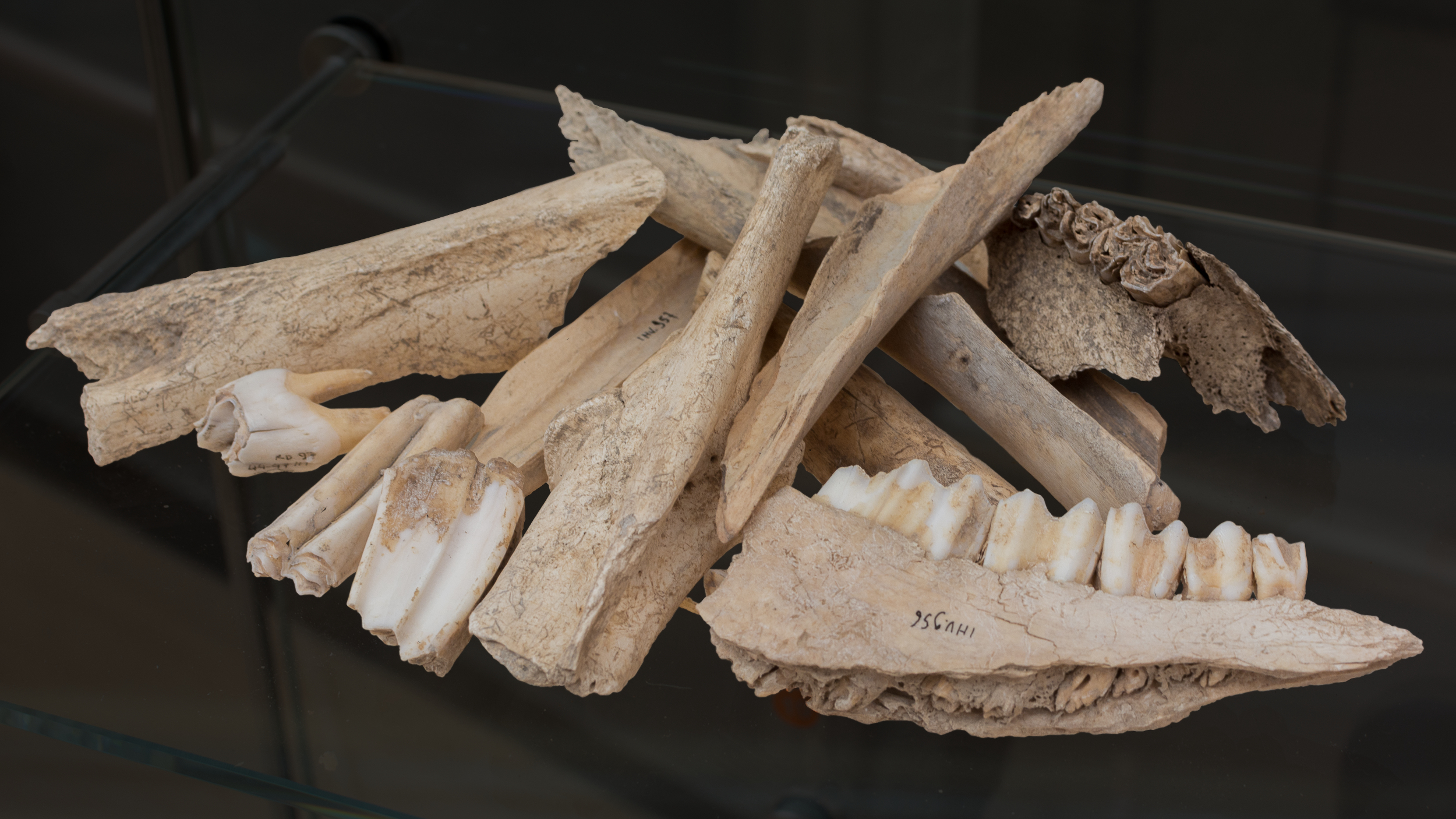

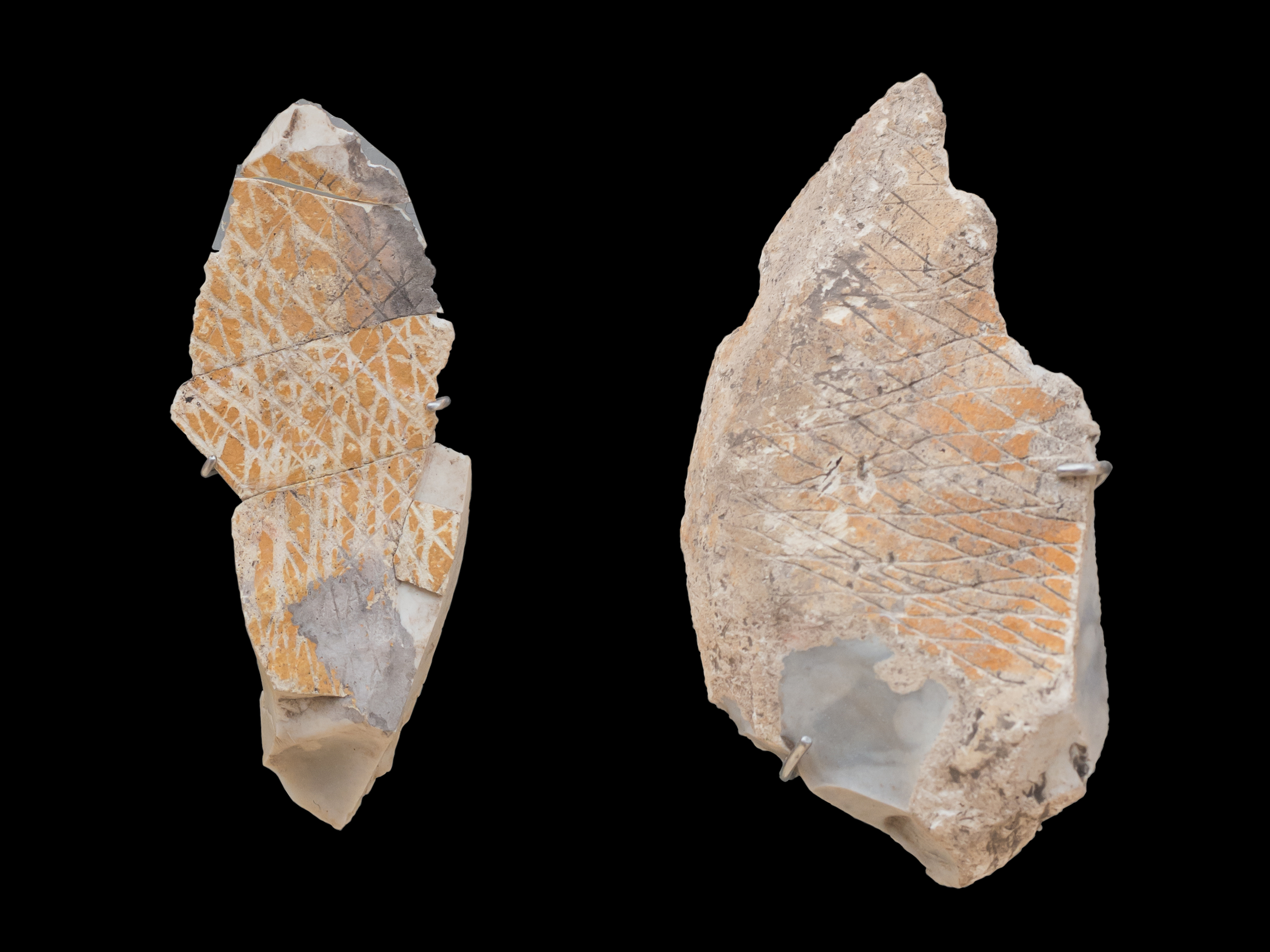

Nel corso degli scavi sono stati ritrovati manufatti litici ed altri ricavati dalle materie dure di origine animale, molte pietre dipinte o incise con motivi decorativi, resti faunistici e antropologici.I manufatti litici comprendono grattatoi, usati per il trattamento delle pelli, lame, impiegate per produrre strumenti in legno, in osso o in palco e lamelle, utilizzate per realizzare armi. Fra gli strumenti in pietra sono stati ritrovati anche percussori, macinelli, pestelli, levigatoi o piani di appoggio. 
Dalle ossa e dai palchi di cervi sono stati ricavati punteruoli, lisciatoi, piccoli perforatori e aghi impiegati nel trattamento della pelle, zagaglie e punte che, fissate ad aste di legno, venivano utilizzate per cacciare. Gli scavi hanno anche dato alla luce alcuni resti antropologici fra cui sette denti umani appartenenti a sette diversi soggetti, che li hanno perduti durante il periodo della crescita; sullo smalto sono state rinvenute striature provocate dallo strappo di vegetali e tracce prodotte da un coltello in selce.
L'analisi archeologica ha messo in luce come nel sito il lavoro di produzione degli strumenti litici fosse stato organizzato secondo due metodi distinti di scheggiatura e quattro linee produttive distinte: lame, schegge laminare, grandi lamelle e lamelle.
Moltissimi gli oggetti di valore ornamentale o simbolico: 32 conchiglie marine, provenienti probabilmente dalle spiagge del Mediterraneo, costituivano presumibilmente oggetto di scambio, 100 cortici graffiti, ovvero schegge di selce incise con linee a reticolo, in alcuni casi decorati anche con ocra rossa, spezzati forse nel corso di un rito e 267 pietre dipinte in ocra rossa.
Tutti i rinvenimenti del sito hanno dato preziose informazioni sul modo di vivere dell'uomo del Paleolitico nelle valli alpine, inoltre il ritrovamento del più ricco corredo di pietre dipinte in ocra rossa fatto in Europa e risalente al Paleolitico ha consentito di acquisire nuove conoscenze riguardo alle manifestazioni artistiche e spirituali dell'epigravettiano.

## Le pietre dipinte
Il rinvenimento più significativo è costituito dalle 267 pietre dipinte in ocra rossa, distribuite in un'area circoscritta su una superficie di circa 32 metri quadrati poste, per la maggior parte, con la faccia decorata rivolta verso il terreno. La concentrazione delle pietre in uno spazio delimitato e la forte incidenza di quelle capovolte fanno ipotizzare che la deposizione sia stata intenzionale e costituiscano una testimonianza di rituali sacri.
Il colore monocromatico è disposto in maniera uniforme, le immagini non sono delimitate da linee di contorno. Vari sono i soggetti raffigurati: semplici macchie, figure geometriche, soggetti zoomorfi e antropomorfi. Gli animali, fra i quali sono riconoscibili stambecchi, camosci, bovini e cervidi sono rappresentati sia in posizione statica che in movimento e con grande realismo.

Fra le immagini antropomorfe riveste particolare importanza quella dipinta sulla pietra RD 211; di dimensione maggiore alle altre, era stata posta su una struttura elevata formata da un cumulo di pietre e la faccia decorata era stata precedentemente preparata attraverso la raschiatura. Rappresenta una figura umana con tronco eretto e il bacino di forma triangolare. Gli arti superiori sono aperti ed arcuati, quelli inferiori divaricati. La particolare posizione potrebbe riprodurre quella di una donna durante il parto, ipotesi avvalorata anche dalla presenza di una piccola macchia raffigurata sotto il bacino, oppure potrebbe trattarsi di una postura assunta durante un rituale o una danza, o ancora rappresentare una persona seduta. La persona indossa un particolare copricapo terminante con due elementi circolari.